# Régiment de Walsh
Pour les articles homonymes, voir Walsh.
Le régiment de Walsh est un régiment d’infanterie irlandais du royaume de France créé en 1697 sous le nom de régiment de Dorington devenu sous la Révolution le 92e régiment d'infanterie de ligne.

## Création et différentes dénominations
- octobre 1697 : création du régiment de Dorington à partir du régiment des Gardes du Roi d'Angleterre Jacques II, arrivé en France en 1689[1]
- 12 décembre 1718 : renommé régiment de Rooth
- 19 août 1766 : renommé régiment de Roscommon
- 11 avril 1770 : renommé régiment de Walsh
- 26 avril 1775 : Le régiment est supprimé et incorporé dans la légion du Dauphiné
- 25 mars 1776 : Le régiment de Walsh, est rétabli
- 1er janvier 1791 : devient le 92e régiment d'infanterie de ligne

## Drapeaux

Drapeaux
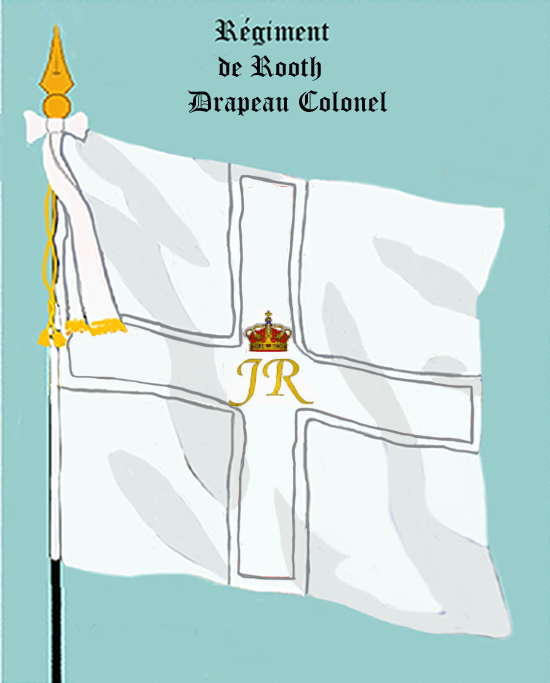
drapeau colonel de 1697 à 1791
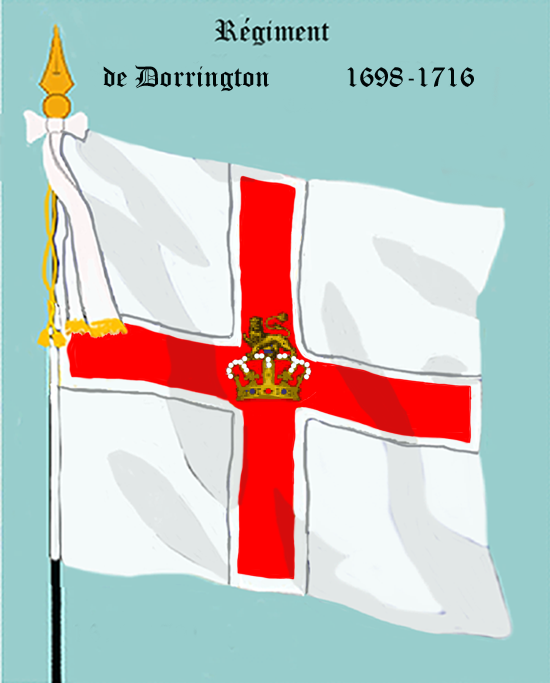
régiment de Dorington de 1697 à 1718
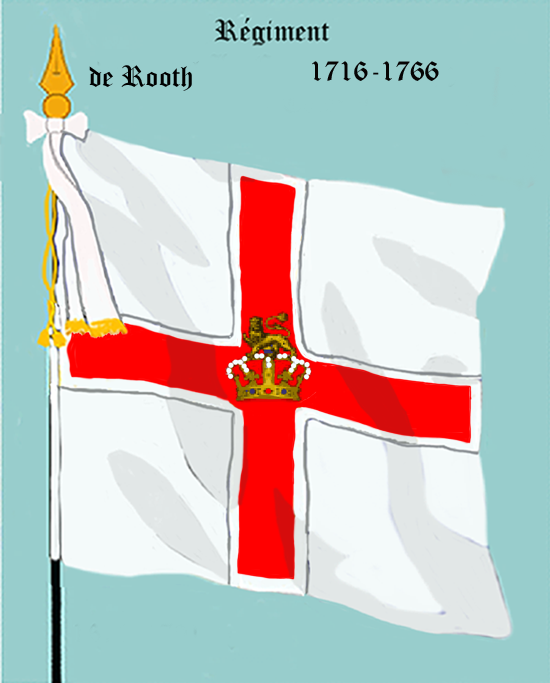
régiment de Rooth de 1718 à 1766
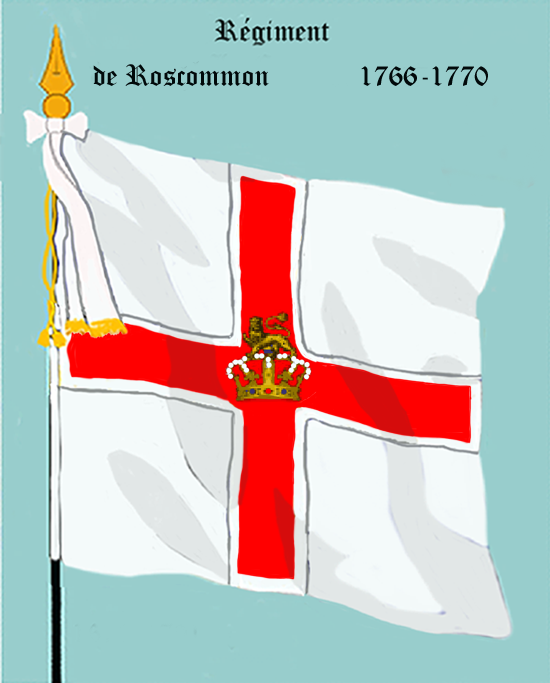
régiment de Roscommon de 1766 à 1770
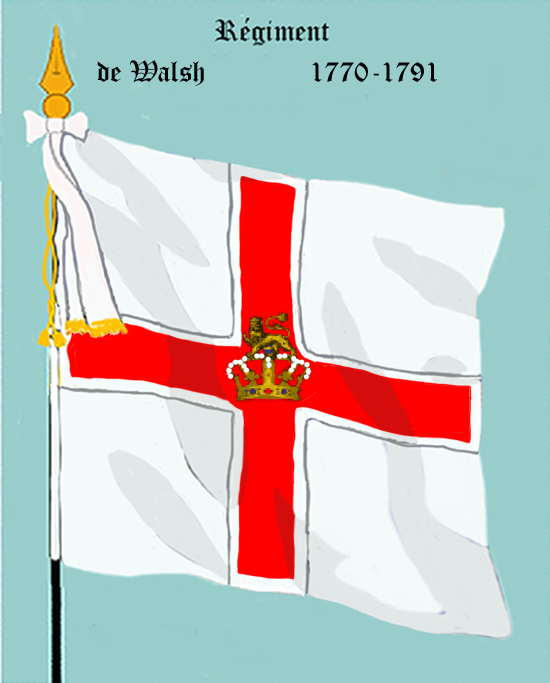
régiment de Walsh de 1770 à 1791

## Habillement

Uniformes
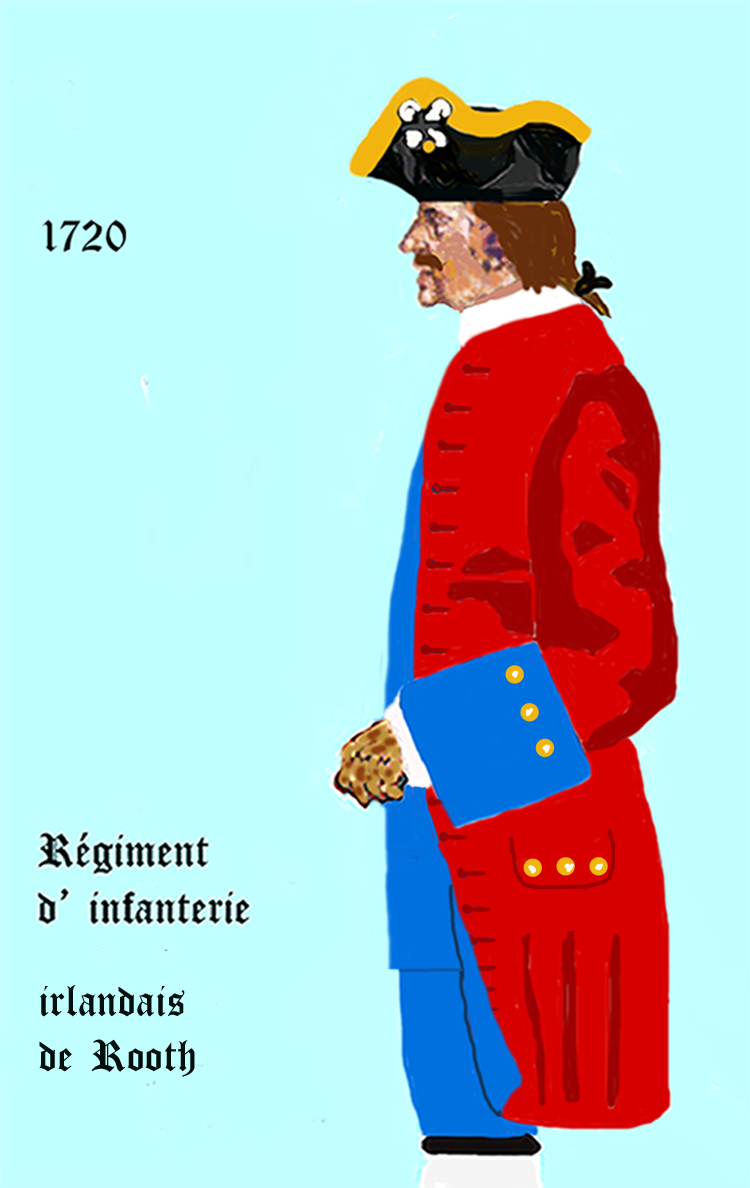
régiment de Rooth de 1720 à 1734
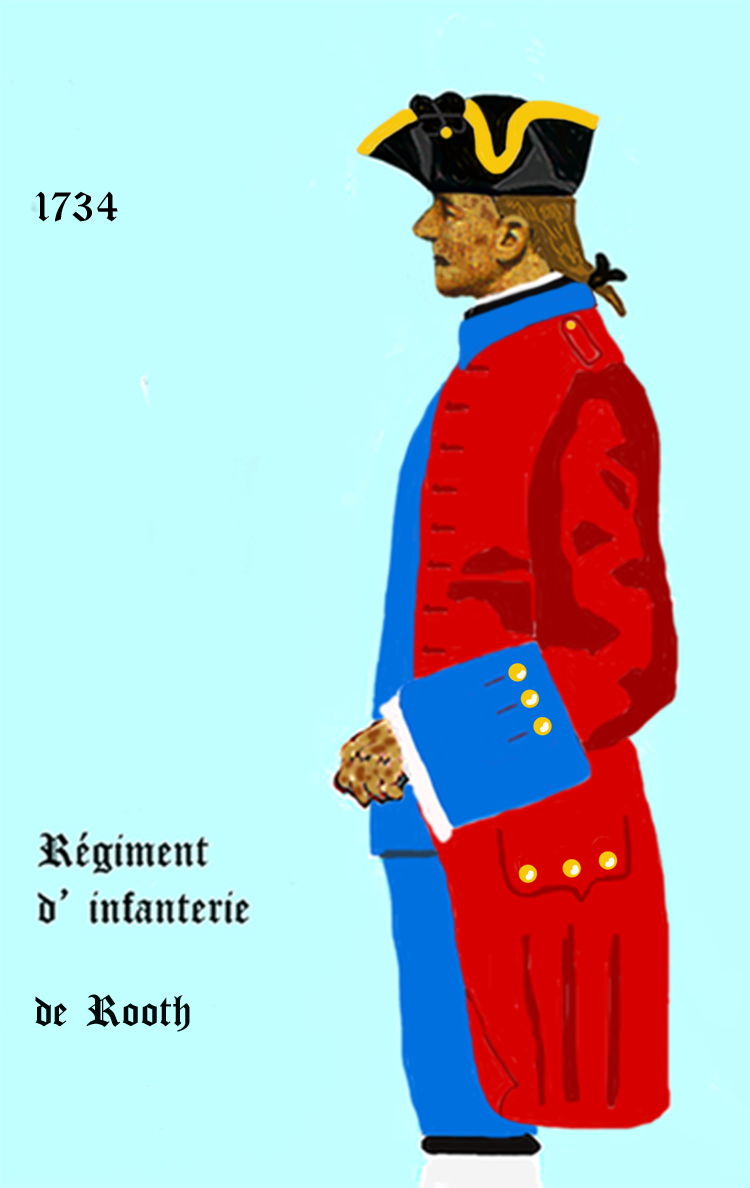
régiment de Rooth de 1734 à 1757
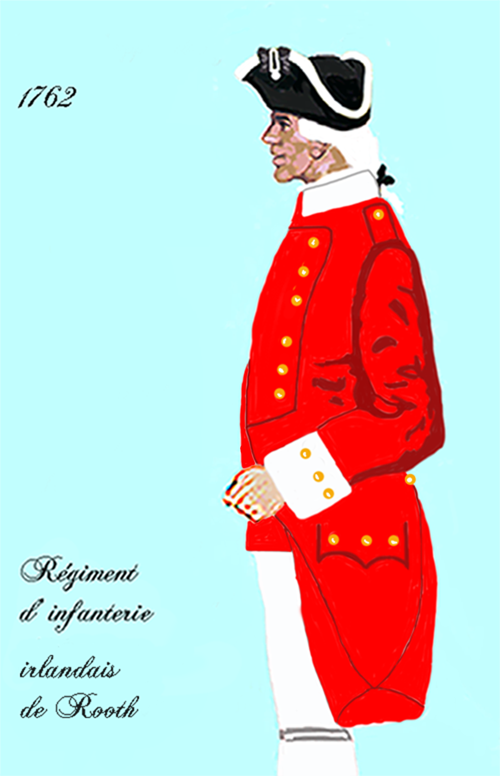
de 1762 à 1776
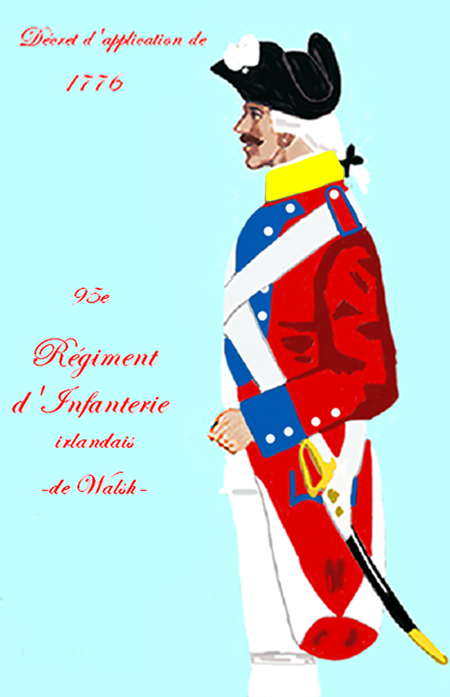
régiment de Walsh de 1776 à 1791

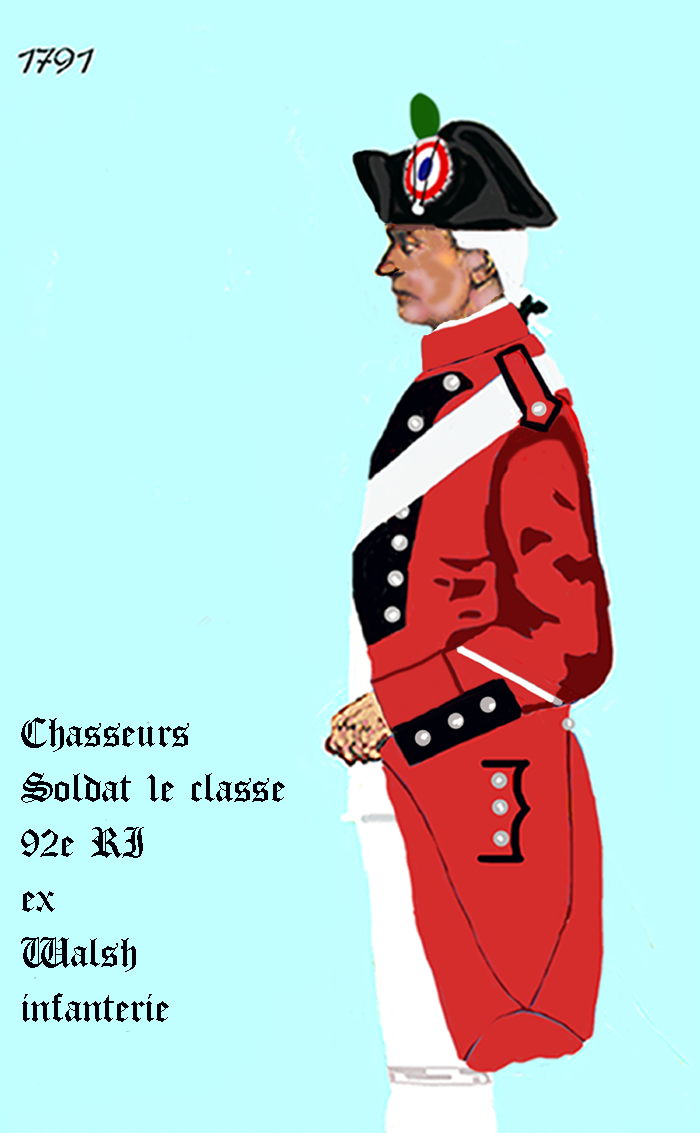
chasseur du 92e régiment d’infanterie de ligne de 1791 à 1792
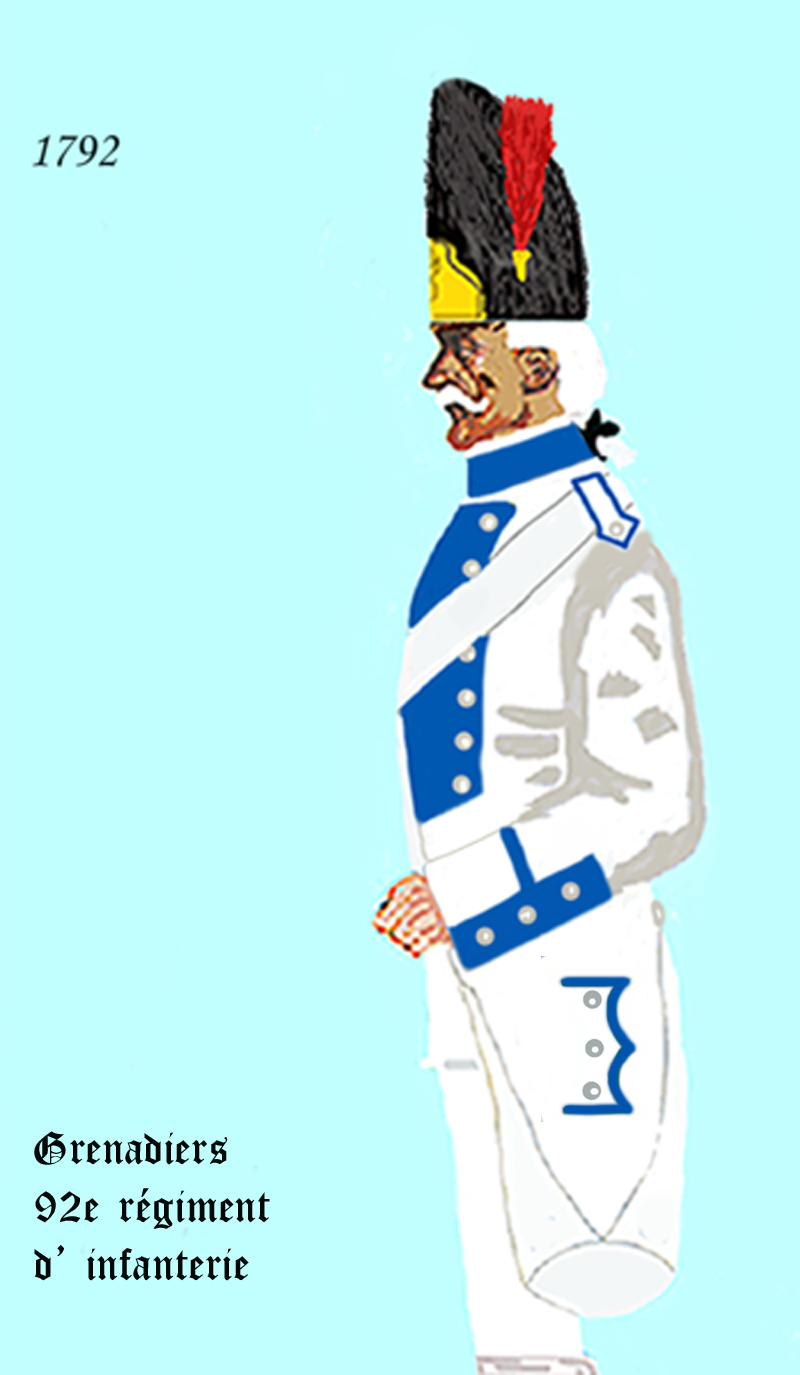
grenadier du 92e régiment d’infanterie de ligne de 1792 à 1798

## Colonels et mestres de camp
- 27 février 1698 : Guillaume Dorington, 28 avril 1694, maréchal de camp le 23 décembre 1702, lieutenant général des armées du roi le 26 octobre 1704, † 11 décembre 1718
- 12 décembre 1718 : Michel Lesley, comte de Rooth, brigadier le 18 avril 1706, maréchal de camp le 29 mars 1710, lieutenant général des armées du roi le 30 mars 1720, † 2 mai 1741
- 28 mai 1733 : Charles Edouard Lesley, comte de Rooth, fils du précédent, brigadier le 20 février 1743, déclaré maréchal de camp le 1er juin 1745 par brevet du 1er mai, lieutenant général des armées du roi le 10 mai 1748
- 19 août 1766 : Robert Dillon, comte de Roscommon
- 11 avril 1770 : Antoine Joseph Philippe, comte Walsh de Serrant
- 10 mars 1788 : Charles Joseph Augustin, vicomte Walsh de Serrant
- 8 janvier 1792 : Jean O’Neill

## Historique des garnisons, combats et batailles
1661 : création du royal irlandais par le roi d'Angleterre, d'Irlande et d'Écosse Charles II Stuart, régiment qui devient sa garde personnelle. Il s'agit donc à l'origine d'un régiment anglais qui aurait pu se retrouver face aux armées françaises si les deux pays avaient été en guerre à cette période. Il faudra attendre la création  de la brigade irlandaise pour que ce régiment soit au service du roi de France.
La Brigade irlandaise était une brigade d'infanterie dans l'armée française de l'Ancien Régime dont les régiments sont composés d'exilés jacobites irlandais commandés par Robert Reid. Elle a été formée par Louis XIV en mai 1690, quand cinq régiments jacobites furent envoyés d'Irlande vers la France en échange d'un corps expéditionnaire d'infanterie française engagé pour soutenir la cause du roi Jacques II Stuart,  frère cadet de Charles décédé sans héritier. La brigade irlandaise a servi dans le cadre de l'armée française jusqu'en 1792, prenant part aux guerres menées par le royaume de France au XVIIIe siècle. Elle sera dissoute pendant la Révolution française.
Le 16 novembre 1688, Guillaume d’Orange débarque à Torbay en Angleterre pour s’opposer au roi d’Angleterre, le catholique Jacques II. Le parlement anglais lui propose, avec sa femme Mary, de prendre la couronne des trois royaumes, Angleterre, Écosse et Irlande.
Les 5 régiments d’irlandais catholiques aux services du roi Jacques II Stuart qui sont à l’origine des troupes irlandaises au service du royaume de France, ont été battus à la bataille de la Boyne en 1690 contre les troupes néerlandaises, écossaises et anglaises de Guillaume d’Orange qui devient roi d’Angleterre. Après la chute de Limerick fin 1691,  l’Irlande est perdue pour les jacobites et nombre d'entre eux, tant civils que militaires, prendront également le chemin de l'exil, la tradition les désignant sous le terme de « Wild Geese » - les « Oies sauvages ».
Louis XIV accueille son cousin Jacques II qui se réfugie en France, et s'installe au château de Saint-Germain-en-Laye, accompagné par 19 000 soldats qui ont combattu pour la cause jacobite. Par dérision, cet épisode est appelé Flight of the Wild Geese (envol des oies sauvages) par les Anglais. Louis XIV espérait ainsi pouvoir remettre Jacques II un jour sur le trône d’Angleterre. En 1698, il exige que les régiments irlandais se mettent à son service.
Pour le Roi-Soleil, les troupes irlandaises constituent un apport militaire non négligeable. Pour Jacques II, elles maintiennent un espoir de restauration. Pour les soldats irlandais, le maintien des régiments sur le continent était le symbole de la poursuite de la lutte pour la cause jacobite et, d’une certaine manière, pour la cause irlandaise. Le bloc des régiments irlandais passés en France est devenu un morceau d’Irlande rapporté sur le continent.
- 1688 à 1697 : guerre de la Ligue d'Augsbourg.
  - 19 juillet 1693 : victoire à la bataille de Neerwinden.
- 1702 à 1713 : guerre de Succession d'Espagne.
  - 1703 : prise d'Augsbourg et d’Ulm.
  - 1709 : bataille de Malplaquet près de Maubeuge, Dorington bat les troupes d’Eugène de Savoie et de l'Anglais Marlborough. Bataille et victoire décisive de Denain.
- 1733 à 1735 : guerre de Succession de Pologne.
- 1741 à 1748 : guerre de Succession d'Autriche
  - 1743 : défaite de Dettingen.
  - 11 mai 1745 : victoire de la brigade irlandaise sous les ordres de Maurice de Saxe à Fontenoy.
- 1746 : expédition en Écosse : le régiment de Rooth est écrasé à Culloden et son colonel est fait prisonnier.
- 1747 : le régiment de Rooth est dans les Flandres et participe à la victoire de Lawfeld puis à la prise de Berg-op-Zoom
- 1769 à 1770 : Le régiment de Roscommon participe à la campagne de pacification de la Corse.

La difficulté toujours croissante que l'on éprouvait à recruter les corps irlandais fit supprimer ce régiment le 26 avril 1775. On l'envoya au mois de juillet à Libourne, où il fut incorporé avec la Légion corse. Cette nouvelle agrégation prit le nom de Légion de Dauphiné. Cette mesure du maréchal du Muy fut violemment critiquée, et lui causa des désagréments qui contribuèrent à lui faire quitter le ministère. Un mémoire fort vif des officiers irlandais contenait entre autres choses ceci : « Le mariage de Walsh avec la Légion corse a produit un monstre que l'on fait admirer à tous les militaires de l'Europe. » D'un autre côté , il éclata un tel mécontentement chez les catholiques anglais, que lord Kaher, lord Kenmare et 150 gentilshommes de l'Irlande et du Pays de Galles coururent à l'instant prêter au roi de la Grande-Bretagne le serment de fidélité auquel ils s'étaient constamment refusé jusque-là, et s'engagèrent à ne plus favoriser les enrôlements pour la France. Tout ce tapage conduisit au rétablissement du « régiment de Walsh ». Les légions mixtes ayant été supprimées le 25 mars 1776, le roi rendit, le 14 mai suivant, une ordonnance dont voici les dispositions essentielles :

« Sa Majesté, jugeant utile au bien de son service, de créer un troisième régiment d'infanterie irlandaise, tant pour donner à cette nation des marques de la satisfaction qu'elle a de ses services, que pour placer les officiers qui ont été précédemment incorporés dans la légion de Dauphiné, ou placés à la suite des deux régiments d'infanterie irlandaise conservés en vertu de l'ordonnance du 26 avril 1775, a ordonné et ordonne ce qui suit :
- Article 1er.

Ce régiment portera le nom de « régiment de Walsh », Sa majesté ayant bien voulu agréer le sieur comte de Walsh-Serrant pour le commander; il sera composé, tant en officiers, qu'en bas-officiers, grenadiers, fusiliers et chasseurs, comme il a été réglé par l'ordonnance du 25 mars dernier, concernant l'infanterie française et étrangère. 
Ledit régiment reprendra le rang qu'il occupait dans l'infanterie, après le régiment de Berwick, ci-devant Clare, et avant celui d'Enghien.
- Article 3.

Les bas-officiers, grenadiers et fusiliers qui composent l'infanterie de la légion de Dauphiné, composeront le fonds dudit « régiment de Walsh »; mais l'intention de Sa Majesté est qu'à l'avenir, il n'y soit admis que des soldats irlandais, anglais ou étrangers; défendant très-expressément Sa Majesté aux officiers dudit régiment, d'y recevoir, sous quelque prétexte que ce puisse être, aucun homme né en Alsace, dans la Lorraine, ou dans toute autre province de sa domination »

- 1778 : campagne aux Antilles face aux Anglais.
- 1779 : le régiment de Walsh participe à la guerre d'indépendance des États-Unis. Il est au siège de Savannah au sein de l'escadre D'Estaing sans pouvoir ravir ce port aux Anglais. 1 gradé de ce régiment est mort aux États-Unis durant guerre d'indépendance des États-Unis[2].
- 1780 : le régiment de Walsh prend part à la seconde campagne, menée cette fois par Guichen.
- 1781 à 1782 : troisième expédition sous le commandement de l'amiral de Grasse, le régiment s'illustre lors de la prise de l'île de Tabago.
- 1788 : le régiment de Walsh met le cap sur l'île de France.
- 1790 : le régiment revient en France au printemps 1790 où la révolution a éclaté l'été précédent. Il est affecté à Auray dans le Morbihan.